# Wideorozmowa

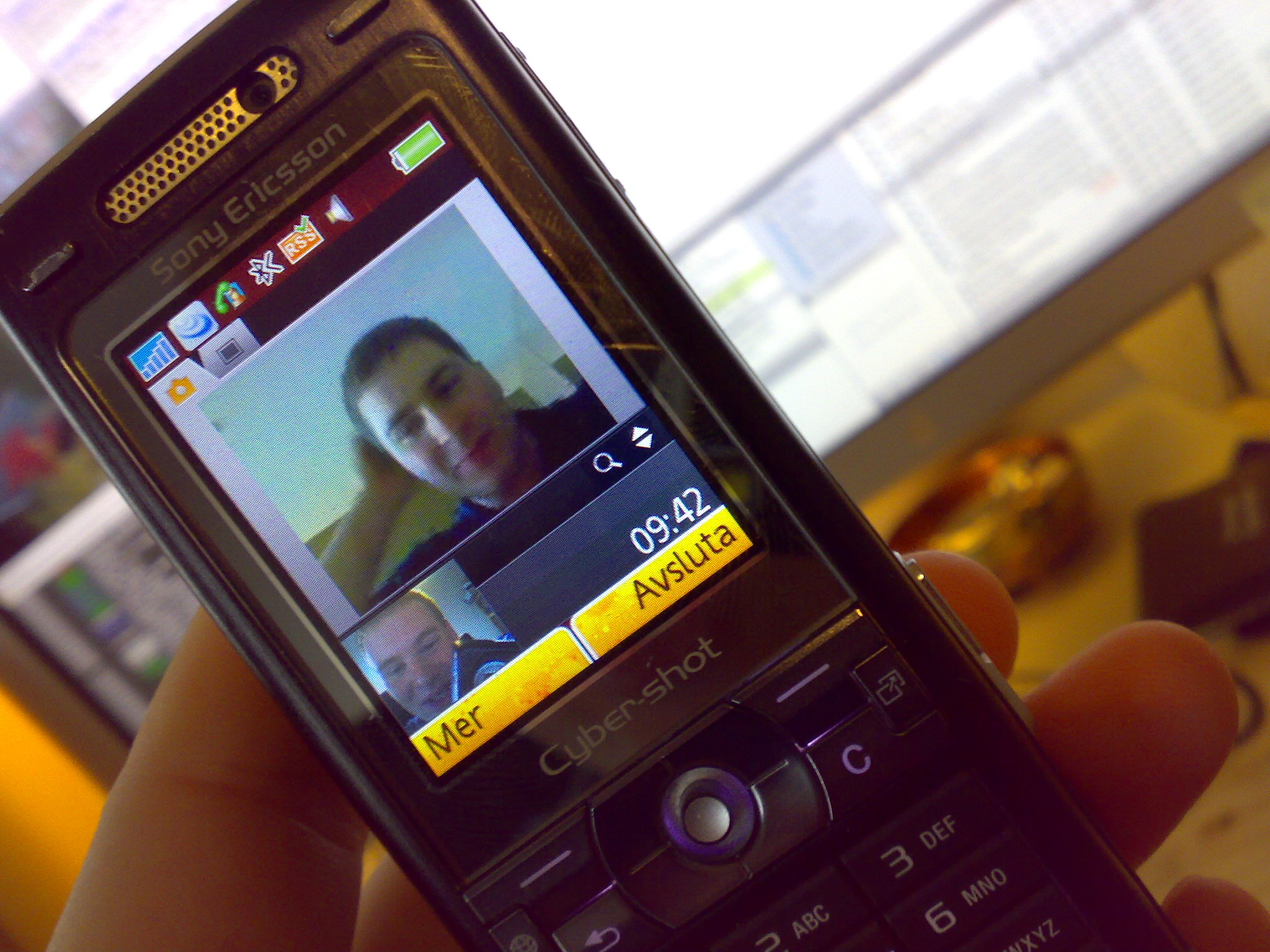
Wideorozmowa

Wideorozmowa – usługa telekomunikacyjna, dzięki której przynajmniej jeden z rozmówców może słyszeć i widzieć drugiego.
Usługa oferowana przez sieci komórkowe działające w technologii UMTS. Transmisja odbywa się w formacie CIF (Common Intermediate Format) (288×352 punkty), przy prędkości odświeżania obrazu 20 klatek/s lub QCIF (144×176) przy prędkości 30 klatek/s. Zgodnie z zaleceniami 3GPP obraz i dźwięk jest kodowany w standardzie MPEG-4 co pozwala na świadczenie usługi przy relatywnie niskiej wymaganej prędkości transmisji danych - 64 kb/s. Do wideorozmowy, wymagany jest telefon pracujący w sieci UMTS.
Posiadacze odpowiednich wideotelefonów mogą korzystać z tej usługi również w sieciach:
- PSTN
- ISDN
- IP (VoIP)